# Broadcom

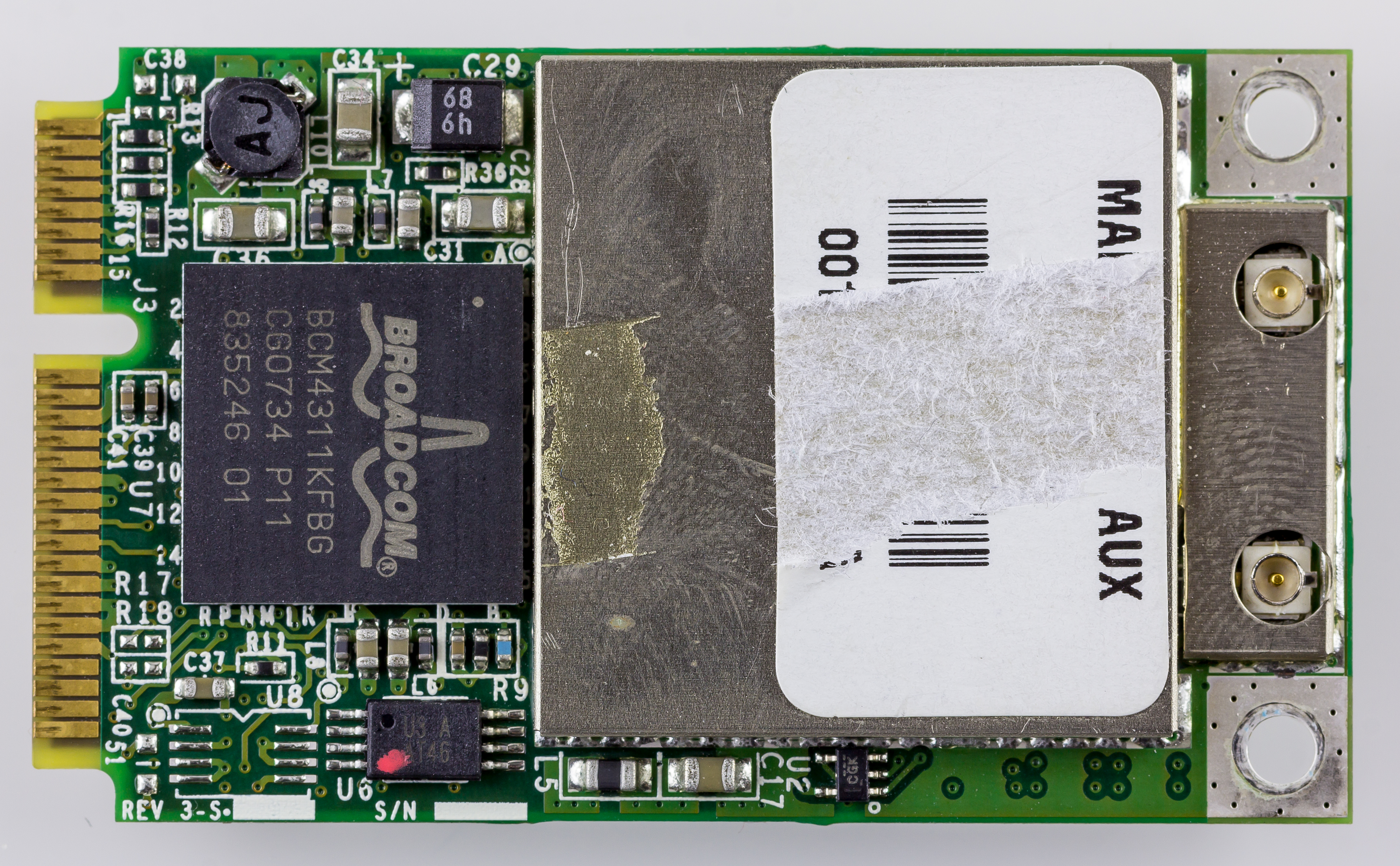
Mini-PCIe-Netzwerkkarte von Broadcom

Broadcom war ein US-amerikanischer Anbieter integrierter Schaltkreise (ICs) für Netzwerkanwendungen, vor allem Netzwerkkarten.
Die Aktien des Unternehmens wurden an der NASDAQ gehandelt und waren im NASDAQ 100 sowie im S&P 500 enthalten.

## Geschichte
Gegründet wurde Broadcom 1991 von Henry Samueli, Professor an der University of California (UCLA) und dem Studenten Henry Nicholas. Samueli ist Chairman und Chief Technical Officer. Broadcom wurde 1998 in eine Aktiengesellschaft umgewandelt, beschäftigte zuletzt 10.650 Mitarbeiter und besitzt keine eigenen Fertigungsstätten (fabless).
Die Produktpalette umfasst zum Beispiel Schaltkreise für Ethernet, WLAN, Kabelmodems, DSL-Modems und Mobiltelefone. 
Im Jahr 2004 übernahm Broadcom die Firma Widcomm und damit deren bekannte Bluetooth-Protokollstapel für Windows und Windows CE bzw. Windows Mobile.
2006 kaufte Broadcom den Konkurrenten Sandburst.
Die Raspberry Pi Foundation verwendet Ein-Chip-Systeme von Broadcom, die ursprünglich für Mobiltelefone entwickelt wurden, als Prozessoren in ihren Einplatinencomputern. 
Am 28. Mai 2015 kündigte der in Singapur angesiedelte Konkurrent Avago Technologies an, Broadcom für 37 Milliarden US-Dollar zu übernehmen. Zu 17 Milliarden Dollar in bar wurde  mit 32 % der Aktien von Avago bezahlt. Der nach dem Zusammenschluss der beiden Unternehmen entstehende Konzern wird auf eine Marktkapitalisierung von 77 Milliarden US-Dollar kommen. Der Umsatz der beiden Unternehmen lag im Jahr 2014 bei 8,4 Mrd. US-Dollar (Broadcom) bzw. 4,9 Mrd. US-Dollar (Avago). Am 30. Januar 2016 schloss Avago Technologies die Übernahme ab und benannte sich danach selbst in Broadcom Ltd. mit Sitz in Singapur um. 2018 verlegte Broadcom seinen Sitz von Singapur in die USA. Die Anteile der Broadcom Ltd. wurden an die Broadcom Inc. übertragen.